# Библиотечный каталог
Библиотечный каталог — совокупность расположенных по определённым правилам библиографических записей на документы, раскрывающих состав и содержание фонда библиотеки или информационного центра. Библиотечный каталог функционирует в карточной или машиночитаемой форме (электронный каталог), на микроносителях, а также в форме книжного издания.
Каталоги состоят из карточек, содержащих сведения о книге, журнале и других печатных материалах. В зависимости от способа группировки карточек каталоги бывают: алфавитный, систематический, предметный.
В рационально организованной системе каждый из каталогов раскрывает фонд в определённом аспекте. Каталоги не дублируют друг друга, а дополняют. Все каталоги составляют единое целое. Созданию каталогов предшествует библиографическое описание источника.

## История
Один из древнейших известных библиотечных каталогов был обнаружен в ходе археологических раскопок в 1987 году в Ираке - археологи нашли библиотеку из 800 хорошо сохранившихся глиняных табличек с клиновидным письмом, датируемую 1800 годом до н.э. (с каталогом в виде такой же таблички, где были перечислены все хранившиеся тексты). 
Карточный каталог в 1780 году разработал для Императорской библиотеки в Вене префект этой библиотеки Готфрид ван Свитен.

## Типы каталогов

### Алфавитный каталог
Библиотечный каталог, в котором карточки располагаются по алфавиту фамилий авторов или названий книг и других документов. Алфавитный каталог позволяет пользователю узнать, есть ли в библиотеке книга, если известны её автор или название, какие произведения определённого автора имеются в библиотеке, уточнить год издания книги, её объём, издательство, получить сведения о языке и тому подобное.
Для быстрого нахождения книг в алфавитном каталоге используют основные правила поиска: если книга имеет одного автора, то её надо искать по фамилии автора; карточку на книги двух или трёх авторов по фамилии первого автора; книги четырёх и более авторов нужно искать по названию книги. Таким образом находят книги, не имеющие автора; книги под редакцией нужно искать по алфавиту названия книги; законодательные, официально-документальные материалы, а также издания учреждений и организаций стоит искать в алфавитном порядке по наименованию организации, выдавшей их.

#### Генеральный служебный алфавитный каталог
Каталог, в котором библиографические записи расположены в алфавитном порядке, отражают как основные фонды, так и фонды всех подразделений и филиалов библиотеки с максимальной полнотой, предназначен для работников библиотеки. Основная карта этого каталога содержит сведения обо всех документах, о том, что представляет этот документ в системе каталогов библиотеки, о местонахождении всех экземпляров документа в библиотечном фонде.

#### Читательский алфавитный каталог
Каталог, в котором библиографические записи располагаются в алфавитном порядке фамилий индивидуальных авторов, наименований коллективных авторов или документов, предоставленный в распоряжение пользователей библиотеки.

### Систематический каталог
Библиотечный каталог, в котором описания документов располагаются по отраслям знания в соответствии с определённой системой классификации. Материал располагается в логической последовательности от общего к частному. Поэтому поиск литературы в систематическом каталоге является многоступенчатым: сначала нужна отрасль знания, затем конкретный запрос, а потом источник. К систематическому каталогу обращаются для:
- подбора литературы по определённому вопросу, теме, отрасли знания;
- поиска книги, если неизвестны точное заглавие или фамилия автора.

Библиографические описания располагаются в систематическом каталоге в соответствии с принятой системой классификации. Вузовские библиотеки применяют Универсальную десятичную классификацию (УДК) для разделов естественных и технических наук и таблицы библиотечно-библиографической классификации (ББК) для разделов общественных наук. Алфавитно-предметный указатель (АПУ) — вспомогательный аппарат к систематическому каталогу, представляющий перечень предметных рубрик, раскрывающих содержание представленных в систематическом каталоге документов с указанием соответствующих классификационных индексов. АПУ сокращает путь поиска литературы в каталоге. Включает в себя предметные рубрики на литературу, имеющуюся в библиотеке. Раскрывает содержание библиотечного фонда. АПУ постоянно пополняется. Предметные рубрики составляются одновременно с систематизацией книг. На каждой карточке АПУ записывается предметная рубрика и классификационный индекс соответствующего раздела систематического каталога. Карты в АПУ расставляют по алфавиту, оформляют каталожными разделителями с боковыми выступами, на которых указывают буквы и слоги.

### Предметный каталог
Каталог, в котором библиографические записи располагаются в алфавитном порядке предметных рубрик. Он раскрывает содержание фонда и обеспечивает простой и оперативный поиск по конкретному вопросу, об отдельном предмете и близких предметах. Пользоваться предметным каталогом нужно как энциклопедическим словарём. Например: Материаловедение нужно искать на букву М, автоматизация — А и т. д. Этот каталог служит дополнением к систематическому.